# Медицина у Србији у балканским ратовима
Медицина у Србији у Првом и Другом балканском рату је хронолошки приказ стања, организације и рада српске медицинске службе у периоду од октобра 1912. до јула 1913. године. Балкански ратови који су се карактерисали огромним српским војним губицима, и износили су око 88.000 људи (од тога броја 14.000 је погинулих, 54.000 рањених и 17.000 умрлих од рана и болести (само од колере 5.000 болесника), све време ратовања стављали су целокупну српску медицину и њене службе у деликатну ситуацију и наметнули јој велике стручне, организационе, материјалне и друге проблеме.
У балканским ратовима српски војни санитет био је важан функционални део српске медицине и војске, као активна подршка у здравственом обезбеђењу свих великих битака које је извојевала Краљевина Србије заједно са њеним савезницима. Лекари, медицински техничари, болничари међу њима и жене, најчешће су били и у првим борбеним редовима, увек спремни да укажу прву помоћ повређенима и оболелима, често ризикујући и сопствене животе.
Др Лазар Генчић, начелник санитетске службе и хирург, после ових ратова рад српског војног санитета овако је оценио: 
| „ | „Хируршки део свог задатка тј. брзо указивање прве помоћи рањеницима, њихово прикупљање и спремање за брзи транспорт и евакуацију у позадину, њихово размештање у болницама, добро спремљеним за даље хируршко лечење, српски војни санитет је у Првом балкан ском рату свршио доста добро, и то уз припомоћ многобројних страних лекарских мисија и хирурга“ | ” |

На прво читање, ова врло похвална оцена др Лазара Генчића, по својој суштини је превише скромна, ...јер је у балканским ратовима српска ратна хирургија избила на сам светски врх и постала водећа са својим ставовима, методама, поступцима и погледима. Велика заслуга за то пре свега припада великанима српске медицине; др Војиславу Суботићу, др Михаилу Петровићу, др Леону Коену, др Николи Крстићу, др Јордану Стајићу, др Чеди Ђурђевићу, др Соломону Алкалају, др Ђорђу Нешићу и многим другим, ученицима велике школе хирурга Војислава Суботића и Михаила Петровића.

## Узроци и услови који су владали пред почетак ратова
Јединствена оцена бројних историчара од Универзитета до Академије наука и њених института су; да су Балкански ратови били ослободилачки (насупрот тумачењима историје из доба социјализма, када су они проглашени за империјалистичке и освајачке). Узроке Балканских ратова првенствено треба тражити у; терору над српским и живљем другим народима, који су вековима спроводиле Османлије (окупатори зулумћари), спречавању продора аустроугарског утицаја према југу Балкана и рушењу феудалног система (Први балкански рат), а затим у издајству и мучком нападу дојучерашњих савезника Бугара, изазваних противречним и погоршаним односима међу савезницима (пре свега са Србијом и Грчком) које је још више нарушила Аустроугарска у жељи да разбије Балкански савеза, и истовремено осујети покушаје Антанте, а посебно Русије, која је настојала да овај савез сачува као препреку аустроугарском продирању на исток.(Други балкански рат).
Балканским ратовима се означавају два рата вођена у раздобљу од 1912. до 1913. године. Они су, по ставовима бројних историчара били увод у сукоб ширих размера, Први светски рат. Исход рата је учинио Србију, савезницу Русије, важном регионалном силом, узбунивши Аустроугарску и на тај начин индиректно дао важан повод за Први светски рат.
Први балкански рат (8. октобар 1912 — 30. мај 1913. године) вођен је између балканских савезника (Краљевине Бугарске, Краљевине Србије, Краљевине Црне Горе и Краљевине Грчка) са једне и Османског царства са друге стране.
Други балкански рат вођен је 1913. између Краљевине Бугарске са једне и Краљевине Србије, Краљевине Грчке и Турске са друге стране.
Међутим треба истаћи да су ово били ратови које је Краљевина Србија за разлику од Првог светског рата, није водила на тадашњој територији Србије, нити на територији Црне Горе, већ на простору тадашње Турске, што је омогући Србији да сачува од ратних разарања своју територију, села и градове жене децу и старије особе.

### Стање у војном и грађанском санитетету
Не може се оспорити да је српска војска у рат ушла војнички добро опремљена и морално припремљена. О њеном војничком изгледу страни ратни известиоци су јављали својим земљама, у којима су наводили;...да се српска војска по изгледу и опреми може поредити са савременом европском војском.
Међутим опремање војног санитета ишло је споро, уз отпоре због неразумевања његове стварне улоге и значаја у чувању здравља војника. С краја 19. и у прве деценији 20. века, српски санитет је обновио свој лекарски састав школовањем младих питомаца по европским универзитетима и њиховим усавршавањем, пре свега у области хирургије. Такв став утицао је на запостављање развој неких других специјалности, посебно превентивних. Мада је неколико начелника санитетске службе између 1900. и 1910. покушало да тај пропуст отклони слањем младих лекара у највеће европске центре ради усавршавања у превентивним гранама медицине и оснивањем Пастеровог завода у Нишу, то није помогло да се бар у основи створи солидно језгро превентиве (бактериологија, хигијена, епидемиологија). Велике епидемије у Балканским ратовима а само годину дана касније и у Великом рату показале су колико су ти ставови Врховне команде и Српске Владе били погрешни. Неразумевање је било толико велико да су по повратку са школовања лекари превентивне медицине, распоређивани у трупу, уместо у новоосноване центре за превентивномедицински рад. О штетним последицама таквог става српског војног руководства, који је остао и током Балканских ратова а касније и током Великог рата, најбоље говори овај цитат:
| „ | Владајући став у Србији да су доктори ту „само ради лечења оболелих и рањених“, остао је и даље, што ће се убрзо осветити јер ће у две велике епидемије, колере 1913. и „три тифуса“ 1914/15. године умрети на десетине хиљада војника и преко сто хиљада грађана]. | ” |

Ове и друге пропусте у санитетској служби пратила је и недореченост прописи којим је требало регулисати рад ратне санитетске службу на савременим медицинским принципима који су се већ увелико примењивали у свету. Ипак, уз све наведене пропусте, санитетска служба српске војске се доста добро припремио за будући рат, у периодично позивање и обучавање резервних санитетлија на сваке 2 до 3 године. На то указује и чињеница да је у два балканска рата, Моравска стална војна болница у Нишу која је била на удару борбених дејстава српске војске захваљујући доброј опремљености и попуњености, са новообученим кадром и новим објектима спремно дочекала и поднела главни терет у збрињавању рањеника и болесника.
У Првом балканском рату (у коме је погинуло или рањено релативно мало војника) терет који ке претрпео српски санитет био је знатно лакши, али је зато у Другом балканском рату (који је краће трајао али је био знатно крвавији), „терет“ био знатно већи и захтевнији.

#### Бројно стање мобилисаног санитетског кадра
На почетку рата, на мобилисаних 286.800 војника у оперативним јединицама првог и другог позива и 70.000 трећег позива у последњој одбрани, војни санитет је имао на располагању 60 активних санитетских старешина и 236 мобилисаних лекара из грађанског санитета. За збрињавање грађанства остало је само 74 лекара, међу којима је било 26 жена, што је било једва довољан да се обезбеде лекари у пуковима, болничарским четама, пољским болницама и 3 санитетска воза. Оно мало медицинског особља што је преостало требало је да обезбеди рад 46 сталних и резервних војних болница широм Србије.
Студенти медицине (медицинари како су их звали) нису мобилисани, осим војних питомаца који су распоређени по великим војним болницама (Београд, Ниш), а понекад и у санитете оперативних јединица (болничарске чете, пољске болнице, понеки у пукове трећег позива). Међутим било је доста медицинара који су се добровољно пријављивали у жељи да помогну српској војци у рату. Неки од медицинара ратовали су у борбеним редовима јер су уочи одласка на студије одслужили војни рок и прошли кроз обуку за резервне официре.

#### Улога страних санитетских мисија у попуни недостајућим санитетским кадром
Српска Влада и њен санитет суочен са великим недостатком лекара и другог санитетског особља, затражио је помоћ преко Српског друштва Црвеног крста, од централе Црвеног крста у Швајцарској. Након што су национална друштва Црвеног крста тај апел, проследила свом народу, организоване су и покренуте многе мисије из земаља Европе, које су убрзо стигле у Краљевину Србију. Већина мисија дошла је у организацији Црвеног крста (преко Међународног комитета Црвеног крста у Женеви).
Међутим, било је и доста лекара добровољаца, који су долазили самоиницијативно појединачно (било их је најмање 20). Мотиви доласка лекара добровољаца, билу су различити, тако да је једну трећину тих лекара плаћао српски Црвени крст, трећину њихове националне организације Црвеног крста, а трећина је дошла добровољно, из хуманитарних разлога.
У Првом балканском рату, током рата са Турском, у мисијама је учествовало; 185 лекара и другог медицинског особља, и 15 страних добровољаца, већином из Русије, који су ступили и у српску војску. Према евиденцији Црвеног крста Србије у србији је 1912. године регистровано: 
- Седам мисија руског Црвеног крста (са 32 лекара, 57 сестара и 89 болничара),[19]
- Три мисије швајцарског Црвеног крста,[20]
- По једну мисију имали су белгијски, италијански, британски, аустријски,[21] угарски, чешки, немачки и француски Црвени крст (са укупно: 34 лекара, 36 сестара и пет болничара).

И у Другом балканском рату 1913. године, када је изненада и без најаве избио рат са Бугарском, поново је у Краљевину Србију дошло је 85 лекара, најмање 70 сестара и 60 болничара, из више земаља. Међу овим лекарима билу су и (српској војци тако неопходни) бактериолози са покретним лабораторијама.
У току 1913. године у Србији је била 21 мисија и то: 
- По три мисије имали су белгијски, дански, шведски, норвешки и холандски Црвени крст,[23]
- Две мисије руског Црвеног крста,
- Две две америчке мисије,[24][25]
- По једну мисију имао је енглески и шкотски Црвени крст, са укупно око 85 лекара, најмање 70 сестара и 60 болничара.

У оба рата стране санитетске мисије бројале су око 185 лекара, око 170 сестара и 160 болничара.
Уз помоћ страних мисија, санитетским кадром и опремом, попуњене су све веће болнице у Краљевини Србији, а касније и у Скопљу. Према писању госпође Катаринe Штурценегер из међународног Црвеног крста: у Скопљу је основана мала руска санитетска „колера екипа“ у чијем саставу су била два лекара (шеф др Штернберг) и шест милосрдних сестара. Ова екипа која је радила за време епидемије колере у Скопљу. Ова екипа је од 2.000 оболелих војника спасла 1.200. У Скопљу су по завршетку балканских ратова основане тре руске болнице у којима је радило 16 руских лекара и другог особља.
Тако је у болницама створен потребан ниво за збрињавање повреда и болести, упркос великом броју рањеника и болесника.

## Први балкански рат
Овај рат који су од 8. октобра 1912. до 30. маја 1913. водиле балканске земље: Краљевина Србија, Краљевина Црна Гора, Краљевина Грчка и Краљевина Бугарска (чланице Балканског савеза) против Османског царства, завршио се пропашћу вишевековног османлијског господарења на Балкану. Српска војска је у овом рату извојевала велику победу у многим биткама са јако малим бројем жртава.
Рат са Османлијском војском јединице српске војске водиле су на три борбена фронта; 
Источни фронт
Борбе на овом фронту вођене су у току опсаде Једрена (новембар 1912 – март 1913). Борбена дејства изводиле су српске јединице II Aрмије (Тимочка дивизија првог позива и Дунавска дивизија другог позива), у садејству са бугарском II Aрмијом,
Централни фронт
Борбе на овом фронту вођене су на простору Вардарске Македоније, Косова и Новопазарског санџака током 1912. године. Борбена дејства изводиле су српске јединице I Aрмија (Моравска дивизија првог позива, Дринска дивизија првог позива, Дунавска дивизија првог и другог позива ојачана са два прекобројна пука: II и IV Тимочка дивизија другог позива и Коњичка дивизија), III Aрмија (Шумадијска дивизија првог позива, Моравска дивизија другогпозива, Дринска дивизија другог позива и Моравска бригада / I и II прекобројни пук), Ибарска војска (Шумадијска дивизија другог позива ојачана V прекобројним пуком) и Јаворска бригада (III прекобројни пук и IV пук другог позива).
Западни фронт
Борбе на овом фронту вођене су на простору Албаније током зиме и пролећа 1912/1913. године. Борбена дејства изводиле су српске јединице; Моравске бригаде, краће: Приморске трупе, касније корпус (делови Шумадијске Прве. и Дринске Друге дивизије, касније и Дринске Прве дивизије).

### Организација збрињавања рањеника
Од 370 активних и мобилисаних лекара српског санитета у Први балкански рат отишло је 296. Моравска стална вона болница која је била најближа фронту на јужним и југозападним границама Краљевине Србије, у овом рату имала је улогу централне позадинске болнице за хируршко збрињавање, али и за попуну санитетског кадра у борним јединицама. Тако су готово сви српски лекари разерног састава мобилисани и послати у јединице, чак и управник Пастеровог завода при Моравској сталној војној болници, због чега је овај завод привремено престао са радом. 
Њих је у болници заменила, као испомоћ дошла већа група лекара из Словеније, али и неких других суседних земаља.
Мада је на почетку рата међу појединим српским хирурзима доминирао конзервативни приступ рани, хирурзи санитетске службе српске војске у Првом а касније и у Дргом балканском рату врло брзо и значајно су променила дотадашње поступке у ратној медицини и ратној хирургији који су били засновани на револуционарним променама у развоју медицине које су се догодиле у неколико деценија пре ових ратова, а пре свега захваљујући упорности великом знању хирурга др Михаила Петровића.
Промене су се пре свега огледале у:
- Увођењу асептичног и антисептичнога рада (применом карболне киселине, јодоформ газе, јодда, стерилизације инструмената веша, завојног материјала, припреми операцијскога поља и операцијоног тима), што је значајно смањило број инфекција и других компликација.
- Примени опште инхалационе анестезије (етром и хлороформом) локалне и регионалне спиналне анестезије, што је омогућило увођење нових оперативних техника.
- Увођењу трансфузија и инфузија, што је омогућило примену по јединих техника у које се пре тога није могло упуштати (нпр код ратних ране грудног коша или трбушних органа, које су најчешће препуштане судбинском току; искрварењу, инфекцији и спонтаном излечењу)
- Замени старих хируршког материјала, новим побољшаним
- Примени нових, усавршеених оперативних техника.

Наведене методе, значајно су промениле ставовове у српској ратној хируршкој доктрини, која није заостајала за оном која се примењивала у другим медиицински развијенијим земљама света.
Не само савременијом медиицинском доктрином већ и бољом обученошћу санитетског кадра, за боље и правовремено лечења хеморагиског шока, које је започињало на самом бојишту у пуковским станицама постављена инфузија, заустављањем крварења (хемостаза), ординиранем аналгетика (морфијум) и имобилизацијом удова, значајно је смањена смртност рањеника, до њиховог доласка у болницу.
Након збрињавања у пољским болницама, рањеници су упућивани на даље, дефинитивно, лечење у унутрашњост Србије. Једна од најзначајнијих болница за лечење рањеника била је Моравска стална војна болници у Нишу. Она је одиграла значајну улогу у прихвату великог броја рањеника који су снитетским возовима стизали у Ниш. Ево шта је о изгледу нишке болнице и евакуацији рањеника санитетским возовима у балканским ратовима написао дописник париског „Журнал“-а (фр. Journal) Анри Барби средином октобра 1912. године:
| „ | Болница у Нишу, луксузно и савремено опремљена на два километра ван града, налази се поред „Ћеле-куле“ светилишта где су сачуване лобање три стотине Срба побијених за време великог устанка... Лагано, дуги конвој стиже зелезницом. Болничари износе рањенике из железничких вагона и преносе их на носилима у оперљациону салу. Тужна поворка ... свих око пет стотина рањеника из овог крвавог воза су из Прве армије. Ниш је био најважнија полазна станица санитетског воза, који је према формацији био предвиђен као транспортна окосница санитета српске војске. Двојица лекара, један подофицир, петорица каплара и двадесеторица војника чинили су особље санитстског воза... Српска војска је једина међу балканским земљама имала овакве возове... У време балканских ратова ови возови превезли су 11.000 војника и прешли између 30-40.000 километара... | ” |

### Епидемија колере у првом јављању током балканских ратова
Колера код војника зараћених страна није се јавила на свим фронтова. Саниететска служба се лечењем колере започела је да се бави тек у току опсаде Једрена. На остала два фронта, косовско–македонском и албанско–приморском, званично није регистрован ниједан случај колере. На овим фронтовима преовладавале су друге заразне болести, пре свега цревне заразе (трбушни тифус и дизентерија) и векторм преносиве заразе (пегавац, рекуренс и маларија).
Пре доласка на простор Једрена у српској војсци се знало да међу турским трупама у опседнутом граду влада колера која се појављује и међу бугарским пуковима пребаченим са фронта код Чаталџе. У том смислу српски војници су упозорени на појаву заразе, и предузете одређене превентивне мере:
- забрана кретања и контактирања са локалним становницима и бугарским војницима,
- физичко обезбеђење и заштита бунара којима се служила војска.

Након доласка на простор Једрена, наредбом армијског начелника санитетске службе пуковника др Мише Борисављевића одређено је да само Друга тимочка пољска болница прима заразне болеснике, док су остале пољске болнице примале искључиво рањенике и незаражене болеснике или реконвалесценте до евакуације железницом у унутрашњост Србије. У насељу Мустафа-паша у коме је био железнички чвор, основан је центар савезничких трупа са болницама, бугарском заразном и евакуационим, српским и бугарским, а у суседном бугарском градићу Љубимецу и једна мала руска болница.
На фронт код Једрена, српске трупе су послате добро војнички опремљене, али без одговарајуће превентивномедицинске службе, покретне дијагностичке бактериолошке лабораторије и без опреме за дезинфекцију и пречишћавање воде. Колико је то био велики пропуст убрзо се показало, након што је средином новембра 1912. године, дошло до наглог повећања броја оболелих са клиничком сликом цревне заразе која је у првом моменту диференцијалнодијагностички схваћена као трбушни тифус или као „јак гастроентеритис сличан колери“. 
| „ | За само неколико дана све српске пољске болнице биле су препуне тешких фебрилних болесника. Врхунац је био 25. новембра, баш када је у бугарским јединицама бактериолошки потврђена колера. Први позитивни налаз код Срба био је тек 5. децембра. У међувремену се број болесника толико повећао да је морало да се изда наређење свим пољским болницама да примају све болеснике. Тако је већ у првом налету ове вероватно вишеузрочне епидемије (тифус, дизентерија и колера) са тешком клиничком сликом и високом смртношћу, срушен цео план санитетске службе, па су по хитном поступку морала бити позвана у Једрене три санитетска официра превентивца, капетани др Светозар Пешић, др Ђорђе Протић и др Мориц Були, у мирно доба шеф-бактериолог у санитету београдске општине. | ” |

Накнадно предузетим превентивномедицинским мерама, али и доласком хладних зимских дана епидемија се примирила, али су последице по српске војнике биле велике: док је број рањених и погинулих војника за време петомесечне опсаде био 2.370, дотле је број оболелих био осмоструко већи, 19.915 (608 умрлих) на 50.000 војника у обе дивизије.

## Други балкански рат
Овај рат вођен је 1913. између Краљевине Бугарске са једне и Краљевине Србије и Краљевине Грчке са друге стране. Сукоб са дојучерашњим савезницима, започео је општим ноћним нападом Бугара на српску војску, без претходне објаве рата.
| „ | „У недељу 16 (29) јуна 1913.бугарски официри из Штипа позвали су српске официре са Јежева поља на закуску и пиво, да се, рекоше, братски провеселе, „пошто је опасност рата минула“... „Братски“ су испратили наше официре и најљубазније им пожелели лаку ноћ и довиђења, да само неколико сати после тога, у очи понедељка, предвођени оним истим „љубазним“ официрима, изврше препад на српске трупе. | ” |

По наређењу генерала Михаила Савова, бугарска 4. Армија (око 100.000 људи) извршила је напад на српску војску преко реке Брегалнице (17/30. јуна), а убрзо и преко Злетовске реке.. Само на српско-бугарском фронту, у релативно кратком веменском периоду, сучелило се 834.000 војника.
Рат је одлучен када је српска војска на Брегалници поразила Бугарску, а пошто ју је напала и Румунија, Бугарска је била приморана да капитулира августа 1913.
Други балкански рат, са медицинске тачке гледања, био је много агресивнији, у односу на претходни. Већина рана била је нанета артиљеријским пројектилима, али и борбом „прса у прса“; 
| „ | „... Војни стручњаци подвлаче необичну силину удара у том рату; јуриши и противјуриши понављали су се сваки час, ускакало се у непријатељске ровове, хватало се за гушу и го нож ...“ | ” |

Колико је овај рат био крвавији од претходних показује податак да је само из строја српске војске избачено чак 16.200 војника.
Захваљујући методи хируршке обраде рана одмах након повреда (чиме је напуштена метода одложене обраде рана - „остави за касније“), први пут је примењен у нишкој Моравској сталној војној болници, тзв. Алекс-Карлов шав крвних судова, што је поред наведених и уз многе друге новоуведене методе смртност рањеника значајно смањило.

### Санитетско збрињавање
Сучељавање великог броја војника зараћених страна у релативно кратком временском периоду довело је до великог загушења пуковских лекара, дивизијска завојишта, пољских болница и транспортних капацитета за евакуацију рањеника наглим приливом стотина и хиљада рањеника. У таквој ситуацији када је претило ако загушење целокупног санитетског ланаца, због недостатка довољног броја средстава за евакуацију рањеника. Захваљујући локалном становништв које је својим импровизованим средстава, рањенике после указаних помоћи, брзо транспортовале до укрцних станица, где су их чекали возови, санитетски или импровизовани, ради евакуације до Скопља, Ниша и Београда. 
| „ | Према прегледу који су дали Поповић и сарадници, у јеку битке, од 17. до 25. јуна, евакуисано је возом укупно 12.770 рањеника, од тога из Куманова са северног дела фронта (обе Дунавске и делови Прве Шумадијске) 4.261 рањеник, а из Велеса са средишњег и јужног (остале дивизије). 8.509 рањеника. | ” |

Моравска стална војна болница и у овом рату обавља је улогу централне болнице српске војске. Њено хируршко и радиолошко одељење (пошто је српска војска имала само два непокретна рендгена), поднело је највећи терет збрињавања повређених.
Напрезања војног санитета Србије и Моравске сталне војне болнице у Нишу („ка којој су даноноћно хитали санитетски возови са фронта“) у овом рату најбоље илуструје Анри Барби (новинар париског Журнала) у лето 1913;
| „ | ..„Пред долазак у Ниш где је штаб друге армије, генерала Степановића, морадосмо се зауставити да пропустимо нове санитетске возове који су се кретали у позадину. Има више од два сата како чекамо а возови нас с рањеницима непрестано мимоилазе. Набројао сам их на десетине. А има их још који чекају. Сиђемо с воза, да би само мало опружили ноге. Пред нама читав низ вагона од стотину метара дужине, напуњених рањеницима“... | ” |

### Епидемија колере у другом јављању током балканских ратова
У Србији за време Другог балканског рата избила је велика епидемија колере. Епидемија је достигла своју кулминацију на Брегалничком бојишту, када је од колере оболело око 5.000 српских војника и брзо се раширила све до Ниша и Београда, а у епидемији је умрло 3.295 болесника широм Србије. Након завршетка ратних дејстава са повратком војника у Ниш, колера је избила и у нишкој коњичкој касарни Моравске дивизије. Све ове болеснике још више месеци након Другог балканског рата лечила је Моравска стална болница у Нишу.

#### Ток епидемије колере
Први два случаја колере евидентирана су 23. јуна 1913. у протоколу завојишта Дринске дивизије првог позива, а два дана касније јавио се већи број случајева у близини Кривог Дола. Потом, према сведочењу командира болничарске чете Моравске дивизије другог позива мајора др Драгутина Петковића, : ..болесни војници почеше долазити са свију страна...у току првога дана већ је било 600 болесника...
Између 25. и 27. јуна, епидемија се нагло „разбуктала“, када су по наредби Врховне Команде пукови Моравске, Дринске и Шумадијске дивизије првог позива прешли у гоњењење непријатеља преко брегалничког моста код Штипа на југу, а Моравска дивизија другог позива са деловима Коњице и Црногорцима претходних дана прелазећи преко Злетовске реке до Кочана, затекли напуштену бугарску болницу са колеричим болесницима.
Српски војници у условима велике јунске врућине, форсирано гонећи непријатеља а неснабдевени здравом пијаћом водом, били су принуђени да гасе жеђ испијањем воде из заражених река, мада су билу упозорени да то не чине због уочене заразе код непријатељских војника. Убрзо, само након неколико часова после конзумирања воде, према наводима генерал Иван Павловића почело је масовно падање у несвест и умирање војника:
| „ | ... Пред Штипом и у самој вароши било је дужих застоја...наилазили смо на многе изнемогле и попадале од колере војнике...поред њих нечистоћа од повраћања...на једном месту леже два војника из II пука, преболна, у мукама...мучан и језовит призор на све стране овога дана. | ” |

#### Противепидемијске мере војног санитета у „борби“ против колере
У условима масовне и експлозивно насталој епидемије колере, српски санитет се врло брзо организовао У саставу пуковских превијалишта импровизовани су изолатори за оболеле војнике, у којима су задржавали само лакше случајеве, док теже евакуисали до пољских болница, или великих болница у позадини фронта, које су за то биле одређене на следећим локацијама:
Пољске болница које су одређене за прихват оболелих од колере'
| Локација           | Санитетске једнице |
| ------------------ | --- |
| Власина            | - Део завојишта Шумадијске дивизије другог позива |
| Крива Паланка      | - Друга пољска болница Шумадијске дивизије првог позива - Четврта пољска болница Шумадијске дивизије првог позива,                                                    |
| Псачи              | - Прва пољска болница Дринске дивизије првог позива (по њеном пребацивању на овај део фронта)                                                                         |
| Градец             | - Друга пољска болница Дунавске дивизије другог позива |
| Сари-Хамзали, село | - Друга пољска болница Дринске дивизије првог пози-ва (касније у Кочанима)                                                                                            |
| Кочани             | - Прва пољска болница Моравске дивизије првог позива - Трећа пољска болница Моравске дивизије другог позива - Руска болница књегиње др Софије Алексејевне Долгорукове |
| Штип               | - Друга пољска болница Моравске дивизије другог позива |
| Караслатр          | - Трећа пољска болница Тимочке дивизије другог позива |
| Криволак           | - Друга пољска болница Тимочке дивизије другог позива |
| Ђевђелија          | - Прва пољска болница Тимочке дивизије другог позива |

Велике болнице за лечење колеричних болесника
Поред ових, пољских болница, на три локације у позадини фронта биле су организоване на три локације велике болнице за лечење колеричних болесника: у Куманову, Скопљу и Велесу.
Лабораторије за дијагностику колере
Бактериолошке лабораторије за дијагностику одређене су у:Куманову, Велесу, Кочанима Скоипљу и Ђевђелији.

#### Последице епидемије колере
Процене о броју умрлих од колере крећу се између 5.000 и 5.500, само две дивизије, Дринска првог и Моравска другог позива имале су преко 2.000 умрлих. Бугари су прошли много горе, у њиховој војсци: оболело је око 60.000 војника, а умрло око 15.000

#### Примери дообрих способности поједдинаца у епидемији
Међу многим прегаоцима у градском и војном санитету било је и позитивних примера добри организационих способности:
- Један је лекар, и то хирург, референт санитета Тимочке дивизије потпуковник др Слава Милосављевић, послератни санитетски ђенерал, осветлао је образ вакцинишући самоиницијативно сва три пука своје дивизије, спасавши их тако од колере.[47]
- Треба навести и запажање делегата Швајцарског друштва Црвеног крста госпође Кларе Штурценегер да је санитет у Београду, обавештен о колери, све придошле рањенике држао у изолованој опсервацији 2–3 дана, а сумњиве одмах смештао у бараке подигнуте у горњем Калемегданском граду, тако да у Београду није дошло до ширења колере.[48]

#### Грешке државног и војног руководства које су имале утицај на појаву и ширење епидемије
Прва заражавања колером српских војника која су почела 1912. још у Првом балканском рату код турских заробљеника и бугарских војника, а потом и код српских. Предузетим мерама и доласком хладних зимских дана епидемија колере у Првом балканском рату се примирила, али је јасно показала сву тежину пропуста у српској војци, чије целокупно државно и војно руковокоја нажалост и након овог болног искуства са епидемијом колере, није учинила много да у току мирнодопских припрема за будући рат, посебно, између два балканска рата, исправи низ тешких грешака и пропуста из епидемије, а пре свега:
| „ | ...да у припремама за рат санитет адекватно организују и опреме потребним средствима за превентивно деловање, а затим да из стеченог искуства током рата са Турском хитно исправи уочене грешке. То је војску скупо коштало у људским животима. | ” |

Супротно Врховној Команди Краљевине Србије, Врховна Команда, Краљевине Грчке, чим је током Првог балканског рата, сазнала да у непријатељским турским и пријатељским бугарским трупама влада епидемија колере, изврши набавку антиколеричне Коле-ове вакцине, и овом вакцином вакцинисала своје војнике. Тако се грчка војска спасла од епидемије у Другом балканском рату, која ће ускоро, на Брегалници, десетковати српске и бугарске трупе.
Војно руководство, сноси велику одговорност за избијање епидемије колере, јер је начинило вишеструке грешке, почев од системских до несналажења уочи и током избијању епидемије које су се огледале у следећем:
- Непостојање чврсте војномедицинске доктрине о превентиви и против епидемијској служби,
- Изражен недостатак санитетских кадрова и неаадекватна искоришћеност постојећих кадрова
- Касно реаговање, након сазнања о појави колере у редовима Турске и Бугарске војске, у доношењу одлуке да се изврши праворемена вакцинација целокупне српске војске, у што краћем времену.[49]
- Неорганизованост интендантске службе у снабдевању војске на положају здравом пијаћом водом (због недостатка опреме за њено пречишћавање)
- Неопремљеност српског војника основним личним прибором за хигијену (чутурице за воду, сапун за прање руку)
- Несналажљивост и неорганизованост, која је у војсци настала након појаве епидемије, на релацији Министарство–Врховна Команда–Беч, одакле су слате и враћане вакцина и серум против колере, где су највиши санитетски руководиоци (Сондермајер – Генчић) одиграли ни до данас у потпуности разјашњене потезе, што је довело до трагичног губљења времена.[44]

## Српска медицина након балканских ратова
За велике успехе српске медицине након балканских ратова, велику заслугу имали су лекари војног санитета. За битан напредак у војној хирургији српској медицини признања су одали конгреси у Берлину, Петрограду и Лондону 1913. године.
Тако је после баалканских ратова српска ратна хирургија избила у сам светски врх и постала водећа са својим ставовима, методама, поступцима и погледима, пре свега захваљујући др Михаилу Петровићу и др Војиславу Суботићу, али и докторима Николи Крстићу, Леону Коену, Јордану Стајићу, Чеди Ђурђевићу, Соломону Алкалају, Ђорђу Нешићу и многим другим ученицима потеклим из велике школе Војислава Суботића Михаила Петровића.
Хируршке новине које су увели српски хирурзи у балканским ратовима биле су: 
- Активан став према ратној рани и активан став према повредама главе, лица и трбуха,
- Конзервативан став у лечењу повреда грудног коша,
- Бројне новине у лечењу прелома дугих костију
- Примена шава крвних судова,
- Први пут описане ратне бласт повреде,
- Етапно лечење, евакуације и организација хируршког рада.
- Томски рад стоматолога и хирурга. Српска медицина у Балканаким ратовима, по први пут је остварила тенденције да се удружи стоматолошка и хируршка обрада прелома лица и вилица нанетих ратним оружјем захваљујући др Атанасију Пуљи, који је први пут 1912. године у Београду на Одељењу за прелиме вилица при Петој резервној болници применио разне справе за имобилизацију костуји лица, док је меке делове обрађивао у сарадњи са хирургом. Овако кроз Балкански рат стечено искуство у лечењу прелома вилица Атанасије Пуљо је публиковао у нашим и страним часописима. Бројни објављени радови Атанасија Пуље после Балканских ратова изазвали су живо интересовање у светским научним круговима. Постављајући темељне принципе упоредне хируршко-протетске обраде повреда максилофацијалног предела, искуства овог великана српске медицине послуже су касније многим струцњацима у свету као основ за даљи развој стоматолошке науке у овој области.[54]

## Епилог балканских ратова у бројкама
- Према извештају генерала Мишића који је поднео Николи Пашићу, у Првом балканском рату: погинуло је 6.645, рањено 17.949 и било болесно 3.601 војника, подофицира и официра.[55]
- У Другом балканском рату српски губуци били су 44.500 људи. Према подацима ђенерала др Симе Карановића у овом рату погинуло је 9.000, умрло (од колере) 5.000, а рањено 36.000 војника, подофицира и официра.[55]
- У оба рата умрло је око 26.000 војника (погинуло је 14.000, а од рана и болести умрло 12.000), а 30.000 војника су остали инвалиди.[55][56]
- Код рањеника на првом месту биле су повреде настале пушчаном муницијом (85%), ређе експлозивним средствима (14%), док су повреде нанете хладним оружјем чиниле мање од 1% свих повреда. Повреде главе биле су заступљене у 9%, случајева повреде трупа у 13%, повреде руку у 40,5%, повреде ногу у 37,5%, док су се повреде трбуха јављале у близу 5% свих повреда.